# Tubulipora borgi
Tubulipora borgi is een mosdiertjessoort uit de familie van de Tubuliporidae. De wetenschappelijke naam van de soort is voor het eerst geldig gepubliceerd in 1946 door Kluge.